# قانون‌گذاری الکترونیکی
قانون‌گذاری الکترونیکی به معنای استفاده سازمان‌های دولتی از فناوری‌های دیجیتال در فرایندهای قانون‌گذاری و تصمیم‌گیری است.